# ساسکس، نیوجرسی
ساسکس (به انگلیسی: Sussex) شهری در ایالت نیوجرسی کشور ایالات متحده آمریکا است که جمعیت آن در سرشماری سال ۲۰۱۰ میلادی، ۲٬۱۳۰ نفر بوده‌است.